# ポリウト
『ポリウト』（Poliuto）は、ガエターノ・ドニゼッティが作曲した全3幕からなるオペラである。フランス語による4幕物の改訂版『殉教者』（Les Martyrs）として1840年にパリで初演され、『ポリウト』としての初演は作曲者の没後1848年にナポリで行われた。その経緯については下記参照。以下本項では特に断りのない限り『ポリウト』について述べる。
- 原語曲名：Poliuto
- 台本：サルヴァトーレ・カンマラーノ。コルネイユの戯曲「ポリュークト」（Polyeucte）を題材にとる。
- 演奏時間：約1時間50分
- 初演：1848年11月30日、ナポリのサン・カルロ劇場にて

## 作曲の経緯
1838年1月、ヴェネツィアに傷心のフランス人テノール、アドルフ・ヌーリが現れた。彼はパリ・オペラ座で1821年以来の花形テノールであり、ロッシーニ『ウィリアム・テル』の初演（1829年）で成功するなど活躍していたが、イタリア帰りの新進テノール、ジルベール・デュプレがファルセットを用いない革命的な「胸声の高音のド (C5)」を披露して大反響を巻き起こして以来、スターの座を追われたのだった。デュプレの学んだイタリアの地で、ヌーリは挽回を果たそうとしていた。
ドニゼッティはヴェネツィアでヌーリに出会い、彼がナポリで「胸声のド」を修得できるよう手助けをし、新作オペラの主役を与えることを約束した。知性・教養に優れたヌーリはドニゼッティに、コメディ・フランセーズのレパートリーだったコルネイユの悲劇『ポリュークト』のオペラ化を提案、サン・カルロ劇場の座付作家カンマラーノに台本を作成させた。同年7月頃には作曲もほぼ完成（同月11日付のドニゼッティの書簡による）、ヌーリらによるリハーサルも開始されたが、8月12日、両シチリア国王フェルディナンド2世は突然、同オペラの上演禁止を命令する。殉教者をオペラで描くことはキリスト教に対する冒涜である、というのがその理由だった。再起を期した新作オペラの中止に絶望したヌーリは翌1839年3月8日、ナポリのホテルの窓から投身自殺した。
一方、新作発表の機会を求めてドニゼッティはパリに移動する。台本作家スクリーブによるフランス語化、および演劇『ポリュークト』により忠実な筋書とするような改変が行われ、またいわゆる「グランド・オペラ化」（バレエや大規模な合唱シーンなどの導入）が行われて、このオペラは1840年4月10日、パリ・オペラ座で『殉教者』（Les Martyrs）として初演された。その主役は皮肉なことにヌーリのライヴァル、デュプレだった。
上演が禁じられたイタリア語版『ポリウト』は、ドニゼッティの死後半年ほど経った1848年11月30日、ナポリで初演をみたが、『殉教者』のために付加された曲が部分的に逆利用されるなどあり、ヌーリが初演を夢見た形態とは若干の相違がある。現在上演されるのもほとんどがこの「折衷版」ともいえる3幕版『ポリウト』である。

## あらすじ
時と場所　西暦257年、ローマ帝国支配下のアルメニア・メリテーネ（現在のトルコ・カッパドキア）
ポリウトが、キリスト教への改宗の洗礼を受けようと信徒たちの許へやって来る。彼は、妻パオリーナが不貞を働いているのではないかとの嫉妬と疑念を打ち明け、洞穴の奥深くに消える。夫の行動を不審と思ったパオリーナがそこに現れ、彼が禁制の改宗を図ろうとしていると聞き驚く。洞穴から出てきた夫を妻が非難するちょうどその時、戦死したはずのセヴェーロが帰国・凱旋するファンファーレの音が聴こえてくる。かつてはセヴェーロと相思相愛であり、セヴェーロ戦死の報を受けてポリウトと結婚したパオリーナだったが、この知らせを聞きひそかな胸の鼓動を覚える。
町ではセヴェーロが誇らしげに凱旋すが、彼はパオリーナが自分を待たず親友ポリウトと結婚したことを知り愕然とする。
パオリーナに邪恋を抱くカリステーネは一計を案じ、セヴェーロとパオリーナを密会させ、ポリウトにその一部始終を目撃させる。実はパオリーナは夫に対する貞操を守り、セヴェーロの誘いを断ったのだが、そうとは知らないポリウトは怒りと絶望に暮れる。その時ネアルコらのキリスト教徒が捕縛されたとの報せが入り、ポリウトは妻への想いを捨て、神に帰依することを誓う。
ネアルコらはジュピター神殿で裁判を受けるが、他の改宗者の名を明かすことを拒む。ポリウトは「自分こそがその改宗者だ」と叫び、捕縛される。パオリーナは夫の助命を懇願するが、当のポリウトは妻の不貞を非難し「むしろ死を選ぶ」と言う。
ジュピターを信仰する者たちは、キリスト教徒に対する敵意を合唱する。
地下牢へパオリーナが現れ、自分の貞節をポリウトに納得させる。パオリーナは夫が冷静に死を迎え入れようとしていることに驚き、真の心の平安はキリスト信仰によって得られることを悟る。
闘技場で、キリスト教徒たちは猛り狂うライオンの生贄にされようとしている。パオリーナは「ジュピターの神を捨て、キリストを選び、夫に従う」と公然と宣言、セヴェーロの懸命の説得にもかかわらず、夫婦は他のキリスト教徒と共に、信仰する者だけに聴こえる天上からのハープの美しい音色に誘われつつ、誇らしげにライオンの餌食となる。カリステーネだけが、全ての者が悲惨な結末を迎えた、と皮肉に冷笑して、幕。

## 舞台構成
全3幕
- 前奏曲
- 第1幕―洗礼式
  - 暗い洞穴
  - メリテーネの広場
- 第2幕―改宗者
  - フェリーチェの邸宅の庭
  - ジュピターの神殿
- 第3幕―殉教
  - 神聖なる森
  - 地下牢
  - 闘技場

## 編成

### 主な登場人物
- ポリウト（『殉教者』ではポリュークト、以下同じ）、ローマから来た行政官。密かにキリスト教への改宗を図る（テノール）
- パオリーナ（ポリーヌ）、ポリウトの妻（ソプラノ）
- セヴェーロ（セヴェール）、植民地総督でポリウトの親友。かつてはパオリーナと相思相愛だったが、戦死したと考えられている（バリトン）
- カリステーネ（カリステン）、ジュピター信仰の僧侶であり、パオリーナに邪恋を抱いている（バス）
- ネアルコ（ネアルク）、キリスト教徒たちの指導者（テノール）
- フェリーチェ（フェリックス）、アルメニアの知事でパオリーナの父（テノール）
- 合唱